# Фукоово клатно (роман)
Фукоово клатно (итал. Il pendolo di Foucault) је други роман италијанског писца и филозофа Умберта Ека, први пут објављен 1988. године. 